# Scott Lang
Scott Edward Harris Lang, conosciuto come Ant-Man, è un personaggio dei fumetti statunitensi pubblicati da Marvel Comics. Creato da David Michelinie (testi) e John Byrne (disegni), la sua prima apparizione avviene in Avengers (vol. 1) n. 181 (marzo 1979), mentre la sua identità supereroistica viene assunta in Marvel Premiere (vol. 1) n. 47 (aprile 1979).
Secondo personaggio a rivestire il ruolo di Ant-Man, Scott Lang è un ladro riformato e esperto d'elettronica che, dopo aver sottratto la tuta a Hank Pym per salvare sua figlia Cassie continua, col consenso del primo Ant-Man, a vestire i panni di supereroe per poterle fare da modello morale e redimersi dagli errori passati.

## Storia editoriale
Creato da David Michelinie e John Byrne nel marzo 1979, Scott Lang esordisce su Avengers (vol. 1) n. 181, come semplice personaggio secondario impiegato presso le Stark Industries ma, in seguito, i piani per lui sono cambiati e la Marvel ha deciso di trasformarlo in un supereroe facendone il secondo Ant-Man. Il progetto originale di dedicargli due numeri della collana Marvel Premiere, 47 e 48 (aprile-giugno 1979), e, in caso di successo, lanciarlo in una propria testata, viene accantonato a causa delle scarse vendite registrate dai due albi in questione relegando il nuovo Ant-Man a semplice guest star nella serie dedicata a Iron Man per i tre anni successivi finché, per dargli maggiore importanza all'interno dell'Universo Marvel, nel 1982 diviene un personaggio di supporto delle storie dei Fantastici Quattro (allora sceneggiate da Tom DeFalco) in qualità di membro temporaneo del gruppo. La notorietà raggiunta in tali storie fa sì che da luglio 1997 a gennaio 1999 il personaggio sia tra i co-protagonisti della serie Heroes for Hire, durata 19 volumi e incentrara sulle vicende della prima formazione degli Eroi in vendita, a seguito della chiusura di quest'ultima, l'eroe fa varie comparse nelle storie dei Vendicatori in qualità di riserva della squadra dopodiché, dal gennaio 2013, diviene uno dei comprimari della serie FF ("Future Foundation"), scritta da Matt Fraction e Mike Allred.
Nel 2015, grazie al successo del film a lui dedicato, Scott ottiene una sua testata, scritta da Nick Spencer, disegnata da Ramon Rosanas e intitolata semplicemente Ant-Man; per l'occasione il costume del personaggio subisce un re design a opera di Chris Samnee. In seguito a Secret Wars la serie viene chiusa con un Annual e uno One-Shot, ma ne inizia un'altra intitolata Astonishing Ant-Man e curata sempre dagli stessi autori, terminata nel 2016 dopo tredici numeri.

### In Italia
In Italia l'esordio del personaggio è stato tradotto ad opera dell'Editoriale Corno diviso in due parti sulla seconda serie de L'Uomo Ragno n. 3-4 (marzo 1982), mentre il suo debutto come Ant-Man avviene su Iron Man n. 13-14 (febbraio-marzo 1990) edito da Play Press. I suoi team up coi Vendicatori, ed in particolare con Henry Pym e Wasp avvengono su Star Magazine Oro, collana pubblicata dalla Star Comics, che ha tradotto anche le storie del personaggio assieme ai Fantastici Quattro sui numeri 133-135 (novembre 1995-gennaio 1996) dell'omonima testata. Le storie di Ant-Man sono poi state tradotte da Panini Comics sotto l'etichetta Marvel Italia su L'Uomo Ragno Deluxe nei numeri dal 26 al 42 (giugno 1997-gennaio 1998), testata dove sono state pubblicate anche le avventure del personaggio assieme agli Eroi in vendita.
La serie regolare del 2015 dedicata al personaggio è stata invece pubblicata sulle pagine di Marvel Heroes, collana che ha assunto dapprima il sottotitolo "Ant-Man" e poi, col termine dell'evento Secret Wars, de "Lo Stupefacente Ant-Man", azzerando la precedente numerazione.

## Biografia del personaggio

### Origini
Nato a Coral Gables, Florida, Scott Lang viene cresciuto da un padre freddo e spesso distante sia nei suoi confronti che in quelli della sorella Ruth. Da adulto diviene un brillante ingegnere elettronico, sposa una donna di nome Peggy Rae e ha una figlia, Cassie, con cui si impegna fin dai primi anni a stabilire il rapporto d'affetto e amicizia che a lui è sempre mancato con la figura paterna. Poiché i suoi guadagni non gli consentono di provvedere appieno alla famiglia, Scott commette una serie di furti venendo infine arrestato e imprigionato, cosa che delude Peggy fino al punto da chiedere il divorzio. In prigione Scott continua a studiare elettronica e, dopo pochi anni, esce per buona condotta trovando subito lavoro nel dipartimento di ricerca e sviluppo delle Stark International, dove viene personalmente scelto da Tony Stark per aiutarlo a migliorare i sistemi di sicurezza del maniero dei Vendicatori.
Nel frattempo tuttavia Cassie contrae una grave malattia cardiaca e la sua sola speranza di salvezza è una costosa operazione cardiochirurgica che solo in pochi medici sono in grado di eseguire correttamente, la più facilmente reperibile di questi, Erica Sondheim, viene tuttavia rapita dal presidente della Cross Technological Enterprises (CTE), Darren Cross, a sua volta malato di cuore e costretto a un nuovo trapianto ogni giorno. Determinato a fare qualsiasi cosa pur di salvare sua figlia, Scott decide di commettere un ultimo furto e penetra nella casa di Hank Pym sottraendogli il costume di Ant-Man e le particelle riducenti che gli conferiscono i poteri facendo poi irruzione nella sede delle CTE e liberando la dottoressa dalle grinfie di Cross così che questa riesca a operare sua figlia e salvarle la vita. Successivamente Scott decide di consegnarsi a Pym e tornare in carcere ma lo scienziato, avendolo seguito di nascosto, si dice colpito dall'uso eroico che ha fatto della sua attrezzatura e, dunque, decide di donargliela nominandolo di fatto nuovo Ant-Man.

### Secondo Ant-Man
Tra alti e bassi, Scott, oltre alle sue responsabilità di ingegnere e di padre, continua dunque l'attività di avventuriero in costume, aiutando Iron Man a riparare dall'interno la sua armatura dopo uno scontro con Hulk, Calabrone (nuovo alter ego di Pym) a soccorrere Wasp da un rapitore e i Vendicatori durante il loro primo scontro con Taskmaster; avversario che affronta nuovamente prima al fianco dell'Uomo Ragno e poi di Occhio di Falco. Dopo aver combattuto al fianco di Iron Man e Jim Rhodes contro Mauler, conosce i Fantastici Quattro e li accompagna in un'avventura nel microverso.
Tempo dopo, Scott scopre che Spymaster ha rubato i progetti dell'armatura di Iron Man vendendoli al mercato nero e lo comunica a Tony inducendolo a iniziare una guerra contro chiunque abbia un'armatura basata sulla sua tecnologia. Quando lo spietato affarista Obadiah Stane si impossessa della Stark International, Scott, in segno di rispetto verso Tony, lascia la compagnia e apre una sua attività nel settore elettronico. Nel frattempo, grazie alle sue competenze scientifiche, il secondo Ant-Man si unisce in via temporanea ai Fantastici Quattro per sostituire il disperso Mister Fantastic, durante questo periodo lui e Cassie vanno a vivere al Four Freedom Plaza. Al ritorno di Reed, Scott lascia il gruppo e, dal momento che i suoi affari non vanno per il meglio, entra nel gruppo degli Eroi in vendita finché non si scioglie. Data la sua disoccupazione, il tribunale revoca l'affidamento congiunto nominando Peggy come unica affidataria di Cassie.
Sconfortato, Scott accetta di entrare nei Vendicatori in qualità di membro ufficiale, iniziando un'aspra rivalità col compagno di squadra Fante di cuori, che tuttavia alla fine gli dimostra di essere un vero eroe sacrificandosi per salvare Cassie da un assassino di bambini.
Durante questo periodo, ha una relazione con l'ex-eroina divenuta investigatrice privata Jessica Jones e, assieme all'agente S.H.I.E.L.D. Clay Quartermain la aiuta a risolvere il caso della scomparsa di Mattie Franklin. La relazione tra i due ad ogni modo termina quando essa gli rivela di essere innamorata, e incinta, di Luke Cage.

### Morte e ritorno
Nel momento in cui Scarlet inizia ad impazzire perdendo progressivamente il controllo sui propri poteri e distorcendo a caso la trama della realtà, il defunto Jonathan Hart (Fante di cuori) compare di fronte agli occhi di Scott nel giardino della base dei Vendicatori causando poco dopo un'esplosione che, oltre a distruggere gran parte dell'edificio, provoca la morte del secondo Ant-Man.
Tutto ciò lascia profondamente scossi sia i compagni dell'uomo che sua figlia Cassie la quale, ormai adolescente, per onorare il padre decide di seguirne le orme divenendo l'eroina nota come Stature, membro dei Giovani Vendicatori.
Diversi anni dopo, Iron Lad porta i Giovani Vendicatori e Scarlet indietro nel tempo per salvare Scott pochi istanti prima della sua morte. Il ricongiungimento tra lui e la figlia, le cui azioni eroiche lo rendono orgoglioso, ha tuttavia poca durata in quanto, alcuni istanti dopo, durante lo scontro tra Vendicatori, Giovani Vendicatori, X-Men, Magneto, X-Factor e il Dottor Destino, Stature viene uccisa da quest'ultimo davanti allo sguardo costernato del padre.

### Fondazione Futuro
Amareggiato, Ant-Man si unisce brevemente alla nuova formazione di Difensori assieme al Dottor Strange, Silver Surfer, Namor, She-Hulk Rossa, Pugno d'acciaio e la Gatta Nera ma, infine, subentra a Mister Fantastic alla leadership della Fondazione Futuro con l'intento di servirsi delle risorse dell'organizzazione per vendicarsi del Dottor Destino, che riesce a sconfiggere brutalmente grazie al suo ingegno, privandolo dei suoi poteri e sfruttando al massimo le capacità delle Particelle Pym, divenendo uno dei pochi supereroi ad essere riusciti a sconfiggere Destino da soli nonché l'unico Ant-Man oltre a Pym ad aver sviluppato il pieno controllo delle sue particelle riducenti.
In seguito scioglie la squadra e va a convivere con l'ex-pop star e aspirante supereroina Darla Deering (Miss Cosa), altro membro del gruppo con cui, nel frattempo ha iniziato una relazione. Tempo dopo, assieme a Pantera Nera e Emma Frost, Ant-Man investiga sull'omicidio di Uatu l'Osservatore venendo attirato nella base sulla Luna di Nick Fury in quanto candidato papabile a subentrargli come "Uomo sul Muro" ma, dopo che l'ex-direttore dello S.H.I.E.L.D. si rivela come responsabile dell'omicidio di Uatu, Scott contribuisce ad affrontarlo.
Quando un fallimentare incantesimo di Scarlet finisce per invertire la "bussola morale" di vari supereroi e supercriminali il Dottor Destino, divenuto buono, tenta di rimediare ai suoi peccati ragion per cui resuscita Cassie che, dunque, si ricongiunge al padre. In seguito a tale scioccante avvenimento Scott si allontana da Darla ponendo fine alla loro relazione.

### Ant-Man Security Solutions
Peggy, non volendo che Cassie frequenti il padre poiché lo ritiene pericoloso per la sua sicurezza, si trasferisce con lei a Miami, ragion per cui Scott vi si trasferisce a sua volta e, senza far sapere nulla all'ex-moglie, continua a rimanere vicino alla figlia e a passare tempo con lei. Contemporaneamente inoltre fonda una società chiamata "Ant-Man Security Solutions", assumendo come dipendente il Grizzly, appena uscito di prigione. Tempo dopo però, Cassie viene rapita dal nuovo presidente della Cross Technological Enterprises (CTE), Augustine Cross, per asportarle il cuore e resuscitare suo padre Darren; pur riuscendo a salvarla Scott, sentendosi responsabile, decide di accettare il consiglio di Peggy e uscire dalla vita della figlia. Dopo la morte apparente di Hank Pym, Scott riceve da Wasp l'attrezzatura da Giant-Man e decide di donarla a un giovane alleato sia suo che di Pym, Raz Malhotra, cui offre un lavoro nella sua società.
Durante le fasi finali dell'incursione tra Terra 616 e Terra 1610 Scott aiuta l'ex-supereroina Mary Morgenstern a rubare un manufatto asgardiano con cui ringiovanire numerosi supereroi della Golden Age e, in seguito, inizia una relazione puramente sessuale con la nuova Scarabeo.

### Nuovissimo Universo Marvel
Con la rinascita del multiverso, Scott, incriminato dalla polizia di Miami a causa delle sue sconsiderate azioni da supereroe, si trova ad affrontare una serie di supercriminali riuniti dalla Hench App del Power Broker, un'applicazione per smartphone che consente al suo possessore di chiamare un mercenario a scelta. Ant-Man fa poi un colloquio per diventare la guardia del corpo della sua ex-fidanzata Darla Deering, viene ingaggiato dal nuovo Capitan America per sconfiggere il Sabotatore e salva la vita di Cassie da un attacco di Crossfire e della Voce, convincendola poi ad allontanarsi da lui per la sua sicurezza sebbene in seguito essa si rechi dal Power Broker ottenendo nuovamente i suoi poteri e assumendo l'identità di Stinger.

## Poteri e abilità
Tramite una versione gassosa delle Particelle Pym presenti in uno scomparto nella cintura del suo costume, Ant-Man è in grado di restringere se stesso (e eventualmente anche altre persone a contatto con lui) fino a raggiungere le dimensioni di un insetto e ritornare normale a suo piacimento. Tale processo lascia invariata la sua forza e, con il passare degli anni, Scott ha imparato a padroneggiare il corretto funzionamento delle particelle riducenti con la stessa accuratezza del loro creatore, Hank Pym. Attraverso gli impianti cibernetici nel suo elmetto inoltre, Scott è in grado di comunicare e manipolare gli insetti nonché di respirare in assenza di ossigeno, vedere al buio, amplificare la sua voce per poter essere sentito anche dopo aver assunto dimensioni microscopiche ed emettere scariche elettriche attraverso le antenne. Al massimo della loro potenza le Particelle Pym permettono inoltre all'utilizzatore di rimpicciolirsi fino a dimensioni subatomiche e entrare nel Microverso.
Anche senza i poteri della tuta, Scott dispone di vaste competenze nel campo dell'elettronica (avendo conseguito un master universitario in ingegneria elettrica) ed è un abilissimo ladro, in grado di infiltrarsi e hackerare sistemi di sicurezza avanzati. È dotato anche di una straordinaria agilità e una notevole competenza nel combattimento corpo a corpo.

## Altre versioni

### Age of Ultron
Nella realtà alternativa di Age of Ultron, Scott è inizialmente tra i molti supereroi uccisi da Ultron durante la sua conquista del mondo ma, quando le versioni di questa realtà apocalittica di Wolverine e dalla Donna Invisibile per prevenire la creazione di Ultron tornano indietro nel tempo e uccidono Hank Pym, si viene a formare una nuova linea temporale dove è Kang il Conquistatore ad aver dominato il mondo, mentre Scott Lang e Eric O'Grady sono entrambi tenuti come trofei rinchiusi in un formicaio assieme a delle formiche carnivore. Il nuovo presente si rivela dunque peggiore del precedente, perciò Logan e Susan tornano nel passato impedendosi di uccidere Pym e riportando tutto alla normalità.

### House of M
Nella realtà di House of M, Scott Lang è sposato con Jessica Jones.

### Fiabe Marvel
Nell'episodio "Alice nel Paese delle Meraviglie" della miniserie Fiabe Marvel, Cassie riveste il ruolo di Alice mentre Scott è il Bruco.

### Marvel Zombi
Nella serie Marvel Zombi, Scott diviene uno zombie tentando di difendere l'elivellivolo S.H.I.E.L.D. e viene successivamente ucciso dal gruppo di zombie che acquisiscono poteri cosmici.

### MC2
Nel futuro alternativo di MC2, Scott si è ritirato dal ruolo di Ant-Man mentre sua figlia Cassie, modificando la tecnologia del suo costume per includere anche i poteri di Wasp, gli è subentrata nel suolo di "Stinger". In seguito però, l'uomo capisce di voler continuare a essere un eroe e decide di tornare in attività.

### Ultimate
Nell'universo Ultimate, Scott Lang è il secondo Giant-Man nonché membro dei New Ultimates. In tale versione il personaggio è un uomo di mezza età e completamente calvo con una figlia adulta: Cassie Lang (Giant-Woman). Dopo gli iniziali dissapori, lui e il suo team contribuiscono ad aiutare gli Avengers contro Gregory Stark in Corea del Nord.

## Altri media

### Marvel Cinematic Universe
Nel franchise del Marvel Cinematic Universe, Scott Lang è interpretato da Paul Rudd (doppiato da Riccardo Niseem Onorato) ed è uno dei protagonisti della Saga dell'Infinito, al fianco di personaggi come Iron Man, Thor, Capitan America, Vedova Nera, Occhio di Falco e Hulk. In tale versione, è un ex-impiegato della VistaCorp licenziato e in seguito fatto arrestare per aver scoperto il giro di truffe della compagnia e hackerato i loro server per restituire il maltolto ai clienti; una volta uscito di prigione, decide di riscattarsi diventando un modello migliore per sua figlia Cassie, desiderio che si avverrà quando  verrà reclutato da Hank Pym per succedergli nel ruolo di Ant-Man. Al 2023, è comparso nei film Ant-Man (2015), Captain America: Civil War (2016), Ant-Man and the Wasp (2018), Avengers: Endgame (2019) e Ant-Man and the Wasp: Quantumania (2023). Appare anche sotto forma di filmati d'archivio in Spider-Man: Homecoming (2017) ed è presente nella serie animata What If...? (2021) (che narra sequenze temporali alternative alle pellicole cinematografiche).

### Televisione
- Il personaggio compare nella serie animata Avengers - I più potenti eroi della Terra, dove viene ricattato da Crossfire che, tenendo in ostaggio sua figlia Cassie lo costringe a rubare il costume di Ant-Man e commettere una serie di furti per pagare il riscatto. Dopo aver salvato la bambina con l'aiuto di Hank Pym e degli Eroi in vendita, Scott riceve in dono il costume rubato e entra a far parte del team. Doppiato in originale da Crispin Freeman e in italiano da Stefano Brusa.
- Scott compare nella serie Avengers Assemble, inizialmente come semplice personaggio secondario e, successivamente, come parte integrante del gruppo. È doppiato in originale da Grant George nelle prime tre stagioni e Josh Keaton nelle ultime due e in italiano da Omar Vitelli.
- Nella serie animata Ultimate Spider-Man, Scott Lang compare in due episodi, doppiato in originale da Grant George e in italiano da Omar Vitelli.
- Il secondo Ant-Man compare in LEGO Marvel Super Heroes: Il ritorno degli Avengers. Doppiato in originale da George e in italiano da Vitelli.
- Scott compare nell'anime Disk Wars: Avengers.
- Scott compare anche nella serie Guardiani della Galassia. Doppiato in originale da George nella seconda stagione e Keaton nella terza.
- Nel 2016 viene poi confermata la realizzazione di una miniserie animata di corti da due minuti, Ant-Man. L'anno seguente gli episodi vengono trasmessi su Disney XD e Scott Lang viene confermato come protagonista al fianco di Hank Pym e Cassie Lang.
- Appare nella serie Marvel Super Hero Adventures, doppiato in originale da Adrian Petriw e in italiano da Omar Vitelli.
- Compare in Spidey e i suoi fantastici amici, doppiato in originale da Sean Giambrone.

### Videogiochi
- Il personaggio compare nel MMORPG Marvel Heroes.
- Scott Lang/Ant-Man è un personaggio giocabile in Marvel: Avengers Alliance[62].
- L'Ant-Man di Scott Lang compare, con il costume disegnato per l'MCU, come personaggio giocabile nel videogioco per smartphone Marvel: Sfida dei campioni[63].
- Nel videogioco Marvel: Future Fight è presente una versione di Ant-Man con un costume alternativo simile al film Ant-Man[64], oltre all'uniforme utilizzata nei fumetti a partire dal 2015.
- Ant-Man/Scott Lang è un personaggio giocabile in Disney Infinity 3.0.
- Il personaggio compare in LEGO Marvel's Avengers.
- Il personaggio compare anche in Marvel La Grande Alleanza 3: L'Ordine Nero.